# Gran Premio motociclistico di Svezia 1982
Il Gran Premio motociclistico di Svezia è stato il decimo appuntamento del motomondiale 1982. Si è svolto l'8 agosto sul circuito di Anderstorp e vi hanno gareggiato le classi 125, 250 e 500 oltre alla classe sidecar.
Le vittorie nelle quattro gare disputate sono state di Takazumi Katayama in 500, Roland Freymond in 250, Ivan Palazzese in 125, Rolf Biland-Kurt Waltisperg tra le motocarrozzette.

## Classe 500
Già prima della partenza l'italiano Franco Uncini sapeva di essere matematicamente il nuovo campione mondiale della categoria dato che l'unico che avrebbe ancora potuto raggiungerlo, lo statunitense Kenny Roberts non era al via a causa dell'infortunio nella gara precedente. In gara il pilota italiano ha però raccolto l'unico ritiro fino a questo momento della stagione e la vittoria è andata al giapponese Takazumi Katayama, al suo primo successo nel motomondiale.
Sugli altri due gradini del podio lo statunitense Randy Mamola e il neozelandese Graeme Crosby.

### Arrivati al traguardo
| Pos. | Nº | Pilota              | Squadra                    | Motocicletta | Giri | Tempo    | Griglia | Punti |
| ---- | -- | ------------------- | -------------------------- | ------------ | ---- | -------- | ------- | ----- |
| 1º   | 15 | Takazumi Katayama   | Honda International Racing | Honda        | 30   | 50:29.05 | 3       | 15    |
| 2º   | 2  | Randy Mamola        | HB Suzuki                  | Suzuki       | 30   | +7.92    | 6       | 12    |
| 3º   | 5  | Graeme Crosby       | Marlboro Team Agostini     | Yamaha       | 30   | +9.52    | 7       | 10    |
| 4º   | 9  | Marc Fontan         | Sonauto Gauloises          | Yamaha       | 30   | +9.58    | 5       | 8     |
| 5º   | 1  | Marco Lucchinelli   | Honda International Racing | Honda        | 30   | +29.67   | 4       | 6     |
| 6º   | 8  | Kork Ballington     | Team Kawasaki              | Kawasaki     | 30   | +52.65   | 8       | 5     |
| 7º   | 6  | Boet van Dulmen     |                            | Suzuki       | 30   | +53.24   | 11      | 4     |
| 8º   | 29 | Philippe Coulon     | Coulon Marlboro Tissot     | Suzuki       | 30   | +1:04.78 | 13      | 3     |
| 9º   | 20 | Sergio Pellandini   |                            | Suzuki       | 30   | +1:15.95 | 15      | 2     |
| 10º  | 22 | Steve Parrish       | Mitsui Yamaha              | Yamaha       | 30   | +1:27.78 | 17      | 1     |
| 11º  | 16 | Seppo Rossi         |                            | Suzuki       | 30   | +1:28.00 | 14      |       |
| 12º  | 18 | Michel Frutschi     | Moto Sanvenero             | Sanvenero    | 30   | +1:31.03 | 12      |       |
| 13º  | 48 | Wolfgang von Muralt |                            | Suzuki       | 29   | +1 giro  | 21      |       |
| 14º  | 38 | Andreas Hofmann     |                            | Suzuki       | 29   | +1 giro  | 30      |       |
| 15º  | 37 | Chris Guy           | Sid Griffiths Racing       | Suzuki       | 29   | +1 giro  | 16      |       |
| 16º  | 41 | Peter Sjöström      |                            | Suzuki       | 29   | +1 giro  | 20      |       |
| 17º  | 46 | Peter Sköld         |                            | Suzuki       | 29   | +1 giro  | 29      |       |
| 18º  | 49 | Benny Mortensen     |                            | Suzuki       | 29   | +1 giro  | 32      |       |
| 19º  | 28 | Philippe Robinet    |                            | Suzuki       | 29   | +1 giro  | 26      |       |
| 20º  | 57 | Kjeld Sorensen      |                            | Suzuki       | 29   | +1 giro  | 27      |       |
| 21º  | 52 | Esko Kuparinen      |                            | Suzuki       | 28   | +2 giri  | 36      |       |
| 22º  | 55 | Cai Hedstrum        |                            | Suzuki       | 28   | +2 giri  | 19      |       |
| 23º  | 58 | Pauli Freudenlund   |                            | Suzuki       | 28   | +2 giri  | 34      |       |
| 24º  | 45 | Risto Korhonen      |                            | Suzuki       | 28   | +2 giri  | 37      |       |

### Ritirati
| Nº | Pilota           | Squadra                    | Motocicletta | Griglia |
| -- | ---------------- | -------------------------- | ------------ | ------- |
| 46 | Kjeil Warz       |                            | Yamaha       | 28      |
| 10 | Franco Uncini    | Gallina Team Suzuki        | Suzuki       | 2       |
| 12 | Freddie Spencer  | Honda International Racing | Honda        | 1       |
| 17 | Alf Graarud      |                            | Yamaha       | 33      |
| 21 | Graziano Rossi   | Marlboro Team Agostini     | Yamaha       | 22      |
| 24 | Loris Reggiani   | Gallina Team Suzuki        | Suzuki       | 9       |
| 27 | Guy Bertin       | Moto Sanvenero             | Sanvenero    | 18      |
| 31 | Virginio Ferrari | HB Suzuki                  | Suzuki       | 10      |
| 40 | Børge Nielsen    |                            | Suzuki       | 24      |
| 44 | Åke Grahn        |                            | Yamaha       | 23      |
| 47 | Bengt Slydal     |                            | Suzuki       | 31      |
| 54 | Chris Fisker     |                            | Suzuki       | 25      |
| 14 | Guido Paci       | MDS Belgarda               | Yamaha       | 35      |

## Classe 250
Il successo della quarto di litro è andato al pilota svizzero Roland Freymond, per la prima volta vittorioso nell'anno, che ha preceduto il tedesco Anton Mang e il francese Jean-François Baldé. Nella classifica provvisoria del campionato è in testa il francese Jean-Louis Tournadre che precede di 3 punti Mang.

### Arrivati al traguardo
| Pos. | Nº | Pilota               | Motocicletta | Tempo    | Griglia | Punti |
| ---- | -- | -------------------- | ------------ | -------- | ------- | ----- |
| 1º   | 3  | Roland Freymond      | MBA          | 43.25.72 | 2       | 15    |
| 2º   | 1  | Anton Mang           | Kawasaki     | +3"01    | 13      | 12    |
| 3º   | 2  | Jean-François Baldé  | Kawasaki     | +4"35    | 3       | 10    |
| 4º   | 7  | Jean-Louis Tournadre | Yamaha       | +10"72   | 9       | 8     |
| 5º   | 17 | Christian Estrosi    | Pernod       | +12"32   | 1       | 6     |
| 6º   | 8  | Martin Wimmer        | Yamaha       | +19"30   | 4       | 5     |
| 7º   | 19 | Jacques Cornu        | Yamaha       | +22"26   | 10      | 4     |
| 8º   | 10 | Richard Schlachter   | Yamaha       | +22"45   | 21      | 3     |
| 9º   | 11 | Thierry Espié        | Pernod       | +22"95   | 11      | 2     |
| 10º  | 23 | Donnie Robinson      | Yamaha       | +32"52   | 15      | 1     |
| 11º  | 49 | Jacques Bolle        | Yamaha       | +48"03   | 7       |       |
| 12º  | 51 | Etienne Geeraerdt    | Armstrong    | +49"45   | 17      |       |
| 13º  | 48 | Bruno Lüscher        | Yamaha       | +50"48   | 23      |       |
| 14º  | 34 | Siegfried Minich     | Rotax        | +57"12   | 20      |       |
| 15º  | 37 | Jean-Marc Toffolo    | Rotax        | +57"57   | 25      |       |
| 16º  | 12 | Jeffrey Sayle        | Armstrong    | +57"95   | 29      |       |
| 17º  | 35 | Tony Head            | Armstrong    | +1'00"25 | 33      |       |
| 18º  | 44 | Eero Hyvärinen       | Yamaha       | +1'00"80 | 34      |       |
| 19º  | 32 | Leif Nielsen         | Rotax        | +1'13"76 | 22      |       |
| 20º  | 30 | Bengt Elgh           | Yamaha       | +1'20"24 | 32      |       |
| 21º  | 27 | Karl-Thomas Grässel  | Yamaha       | +1'20"68 | 24      |       |
| 22º  | 25 | Massimo Matteoni     | Yamaha       | +1'47"72 | 37      |       |
| 23º  | 43 | Per Jansson          | Yamaha       | +1 giro  | 30      |       |
| 24º  | 41 | Stefan Klabacher     | Rotax        | +1 giro  | 36      |       |
| 25º  | 31 | Michel Simeon        | Yamaha       | +2 giri  | 31      |       |

### Ritirati
| Nº | Pilota                 | Motocicletta | Griglia |
| -- | ---------------------- | ------------ | ------- |
| 33 | Svend Andersson        | Yamaha       | 12      |
| 20 | Pierre Bolle           | Yamaha       | 36      |
| 5  | Patrick Fernandez      | Bartol       | 19      |
| 14 | Paolo Ferretti         | MBA          | 14      |
| 36 | Gabriel Grabia         | Yamaha       | 18      |
| 6  | Jean-Louis Guignabodet | Kawasaki     | 8       |
| 4  | Carlos Lavado          | Yamaha       | 6       |
| 50 | Jean-Michel Mattioli   | Yamaha       | 27      |
| 22 | Christian Sarron       | Yamaha       | 5       |
| 45 | Maurizio Vitali        | MBA          | 36      |
| 40 | Mar Schouten           | MBA          | 26      |

## Classe 125
Pur giungendo solo al sesto posto, lo spagnolo Ángel Nieto su Garelli ottiene la certezza matematica del suo undicesimo titolo mondiale; la gara è stata invece vinta dal venezuelano Ivan Palazzese che ha preceduto l'italiano Eugenio Lazzarini e l'austriaco August Auinger.
Grave incidente in corsa per un altro pilota italiano, Pier Paolo Bianchi che ha subito una frattura del bacino che gli farà terminare anzitempo la stagione.

### Arrivati al traguardo
| Pos. | Nº | Pilota             | Motocicletta | Tempo     | Griglia | Punti |
| ---- | -- | ------------------ | ------------ | --------- | ------- | ----- |
| 1º   | 7  | Ivan Palazzese     | MBA          | 42'01"410 | 6       | 15    |
| 2º   | 2  | Eugenio Lazzarini  | Garelli      | +00"170   | 3       | 12    |
| 3º   | 6  | August Auinger     | MBA          | +31"490   | 5       | 10    |
| 4º   | 9  | Maurizio Vitali    | MBA          | +41"350   | 10      | 8     |
| 5º   | 5  | Jean-Claude Selini | MBA          | +46"310   | 9       | 6     |
| 6º   | 1  | Ángel Nieto        | Garelli      | +1'05"170 | 7       | 5     |
| 7º   | 28 | Bruno Kneubühler   | MBA          | +1'07"520 | 13      | 4     |
| 8º   | 32 | Domenico Brigaglia | MBA          | +1'12"130 | 14      | 3     |
| 9º   | 19 | Johnny Wickström   | MBA          | +1'21"970 | 19      | 2     |
| 10º  | 44 | Ilkka Jaakkola     | MBA          | +1'36"260 | 26      | 1     |
| 11º  | 14 | Gerhard Waibel     | MBA          | 43.42.70  | 21      |       |
| 12º  | 25 | Erich Klein        | MBA          | 43.43.62  | 25      |       |
| 13º  | 38 | Alex Bedford       | MBA          | 43.48.65  | 20      |       |
| 14º  | 17 | Anton Straver      | MBA          | 43.49.32  | 17      |       |
| 15º  | 48 | Jacky Hutteau      | MBA          | 1 giro    | 32      |       |
| 16º  | 39 | Håkan Olsson       | Starol       |           | 28      |       |
| 17º  | 43 | Henry Riedel       | MBA          |           | 34      |       |
| 18º  | 40 | Theo Timmer        | MBA          |           | 27      |       |
| 19º  | 45 | Tore Alexandersson | MBA          |           | 33      |       |
| 20º  | 31 | Helmut Lichtenberg | MBA          |           | 38      |       |

### Ritirati
| Nº | Pilota               | Motocicletta | Griglia |
| -- | -------------------- | ------------ | ------- |
| 8  | Ricardo Tormo        | Sanvenero    | 1       |
| 16 | Pierluigi Aldrovandi | MBA          | 8       |
| 22 | Jan Bäckström        | MBA          | 23      |
| 3  | Pier Paolo Bianchi   | Sanvenero    | 2       |
| 15 | Per-Edvard Carlsson  | MBA          | 30      |
| 11 | Stefan Dörflinger    | Morbidelli   | 12      |
| 33 | Matti Kinnunen       | MBA          | 18      |
| 29 | Esa Kytölä           | MBA          | 22      |
| 36 | Per Larsen           | MBA          | 37      |
| 24 | Olivier Liegeois     | Sanvenero    | 11      |
| 47 | Frédéric Michel      | MBA          | 31      |
| 4  | Hans Müller          | MBA          | 4       |
| 35 | Juha Pakkanen        | MBA          | 24      |
| 12 | Willy Pérez          | MBA          | 16      |
| 27 | Roberto Ruosi        | MBA          | 15      |
| 46 | Andrés Sánchez       | MBA          | 29      |
| 50 | Peter Sommer         | MBA          | 39      |
| 18 | Henk van Kessel      | MBA          | 36      |
| 23 | Alfred Waibel        | MBA          | 35      |

## Classe sidecar
Rolf Biland e Kurt Waltisperg tornano alla vittoria, battendo con ampio margine gli inseguitori in classifica Werner Schwärzel-Andreas Huber; il terzo posto è di Jock Taylor-Benga Johansson. Egbert Streuer-Bernard Schnieders, vincitori a Silverstone, soffrono problemi di gomme e si classificano all'11º posto. Nel mondiale ora il vantaggio di Biland su Schwärzel sale a 8 lunghezze (60 a 52), mentre gli altri sono tutti più distanziati perché attardati da gare senza punti.

### Arrivati al traguardo[6][7]
| Pos | Nº | Pilota           | Passeggero         | Squadra                | Sidecar       | Giri | Tempo    | Griglia | Punti |
| --- | -- | ---------------- | ------------------ | ---------------------- | ------------- | ---- | -------- | ------- | ----- |
| 1   | 1  | Rolf Biland      | Kurt Waltisperg    | Krauser Racing         | LCR-Yamaha    | 23   | 40'06"85 | 1       | 15    |
| 2   | 5  | Werner Schwärzel | Andreas Huber      | Krauser Racing         | Seymaz-Yamaha | 23   | +32.79   | 2       | 12    |
| 3   | 3  | Jock Taylor      | Benga Johansson    | DTR Eowler Yamaha      | Windle-Yamaha | 23   | +1:14.7  | 5       | 10    |
| 4   | 4  | Derek Jones      | Brian Ayres        | Günter Reuschling      | LCR-Yamaha    | 23   | +1:34.48 | 7       | 8     |
| 5   | 17 | Gérald Corbaz    | Yvan Hunziker      |                        | Seymaz-Yamaha | 23   | +1:45.24 | 10      | 6     |
| 6   | 7  | Patrick Thomas   | Horst Juhant       |                        | Seymaz-Yamaha | 22   | +1 giro  | 8       | 5     |
| 7   | 10 | Trevor Ireson    | Donnie Williams    |                        | Ireson-Yamaha | 22   | +1 giro  | 11      | 4     |
| 8   | 24 | Dennis Bingham   | Julia Bingham      | Padgetts of Batley     | ?-Yamaha      | 22   | +1 giro  | 18      | 3     |
| 9   | 25 | Kurt Jelonek     | Gerhard Wagner     | Reuschling-Finanz-Side | Yamaha        | 22   | +1 giro  | 19      | 2     |
| 10  | 19 | Hein van Drie    | Carlo Sonaglia     |                        | Yamaha        | 22   | +1 giro  | 17      | 1     |
| 11  | 8  | Egbert Streuer   | Bernard Schneiders | Lucky Strike Caraco    | LCR/Yamaha    | 21   | +2 giro  | 4       |       |

### Ritirati
| Nº | Pilota            | Passeggero         | Squadra                     | Sidecar       | Giri | Griglia |
| -- | ----------------- | ------------------ | --------------------------- | ------------- | ---- | ------- |
| 6  | Masato Kumano     | Kunio Takashima    |                             | LCR-Yamaha    | 18   | 6       |
| 2  | Alain Michel      | Michael Burkard    |                             | Seymaz-Yamaha | 10   | 3       |
| 27 | Pertti Niinivaara | Vesa Bienek        |                             | LCR-Yamaha    | 9    | 9       |
| 11 | Albert Giesemann  | Anton Sunder       |                             | LCR-Yamaha    | 5    | 20      |
| 16 | Göte Brodin       | Billy Gällros      | Hallman & Eneqvist Motor AB | Windle-Yamaha | 5    | 16      |
| 15 | Rolf Steinhausen  | Hermann Hahn       | Kucera Racing               | LCR-Yamaha    | 3    | 15      |
| 12 | Wolfgang Stropek  | Hans Peter Demling |                             | LCR-Yamaha    | 1    | 13      |
| 18 | Steve Abbott      | Stuart Smith       |                             | Windle-Yamaha | 0    | 12      |